# Braunschweiger Tageszeitung

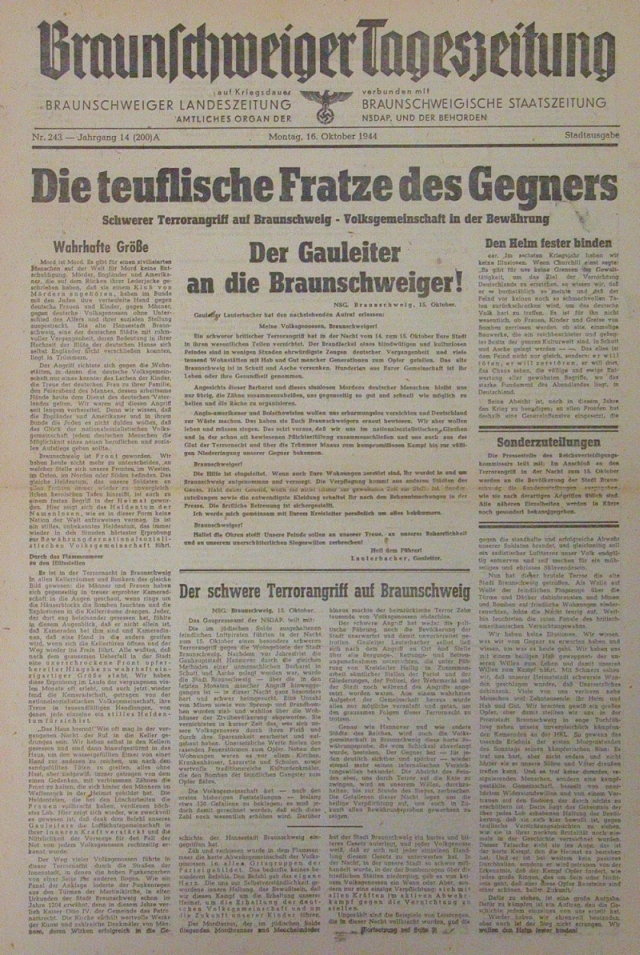
Stadtausgabe der Braunschweiger Tageszeitung vom 16. Oktober 1944.
Die Schlagzeile bezieht sich auf den Bombenangriff vom Vortag

Die Braunschweiger Tageszeitung wurde 1931 vom NSDAP-Mitglied und späteren Braunschweiger Oberbürgermeister Wilhelm Hesse als „Kampfblatt des Nationalsozialismus“ in der Stadt Braunschweig sowie im Freistaat Braunschweig gegründet.

## Nationalsozialistisches Parteiorgan
Die erste Ausgabe des NS-Propagandaorgans erschien am 1. Oktober 1931, die letzte am 10. April 1945, zwei Tage bevor die US-Armee die Stadt besetzte. Die Zeitung war, wie es in der Endphase des Zweiten Weltkrieges auf der Titelseite hieß, „… auf Kriegsdauer verbunden mit Braunschweiger Landeszeitung [und] Braunschweigischer Staatszeitung“, sie war „amtliches Organ der NSDAP und der Behörden“ und erschien 1931 zunächst noch in Hannover, ab 1932 jedoch in Braunschweig.
Am 4. Mai 1945, kurz vor Kriegsende, erschien in Braunschweig, 24 Tage nach der letzten Ausgabe des NSDAP-Blattes, der von der 12. US-Heeresgruppe herausgebrachte Braunschweiger Bote, die erste Nachkriegszeitung der Stadt.